# Macroteleia stabilis
Macroteleia stabilis är en stekelart som beskrevs av Nixon 1931. Macroteleia stabilis ingår i släktet Macroteleia och familjen Scelionidae. Inga underarter finns listade i Catalogue of Life.